# Bartosz Bosacki
Bartosz Bosacki, poljski nogometaš, * 20. december 1975, Poznań, Poljska.
Bosacki je nekdanji nogometni branilec, dolgoletni igralec Lech Poznańa in član poljske nogometne reprezentance.